# Конвой № 3726
Конвой № 3726 — японський конвой часів Другої світової війни, проведення якого відбувалось у липні — серпні 1943 року.
Пунктом призначення конвою був атол Трук у центральній частині Каролінських островів, де ще до війни створили потужну базу японського ВМФ, з якої до лютого 1944 року провадились операції у цілому ряді архіпелагів. Вихідним пунктом став розташований у Токійській затоці порт Йокосука (саме звідси традиційно вирушала більшість конвоїв на Трук).
До складу конвою увійшли транспорти «Кенрю-Мару», «Цунесіма-Мару» (Tsuneshima Maru), «Ейко-Мару № 2 Го» і «Санто-Мару», причому останній вів на буксирі нафтоналивну баржу. Охорону первісно забезпечували сторожовий корабель PB-101 та переобладнаний канонерський човен «Едо-Мару».
Загін вирушив з порту 26 липня 1943 року. 29 липня він досягнув острова Тітідзіма (архіпелаг Оґасавара), після чого PB-101 попрямував назад. 1—5 серпня конвой здійснив наступний перехід до Сайпану (Маріанські острови), при цьому за 500 км південніше від островів Оґасавара нафтоналивна баржа зірвалась з буксира.
9 серпня 1943 року конвой розпочав останній перехід до Труку, під час якого ескорт узяв на себе допоміжний мисливець за підводними човнами CHa-14. Крім того, у день виходу із Сайпану додаткову охорону забезпечував переобладнаний патрульний корабель «Кьо-Мару №  8» (Kyo Maru No. 8). 12 серпня 1943 року конвой успішно прибув на Трук.
«Едо-Мару» дали завдання узяти на буксир нафтоналивну баржу, яку змогла відшукати авіація, тоді як охорону мав забезпечувати переобладнаний тральщик «Тоші-Мару № 5», що відокремився від конвою № 3731. 13 серпня в районі за 300 км південніше від островів Оґасавара американський підводний човен USS Sunfish зустрів загін із трьох суден та випустив по ньому у двох атаках 10 торпед. Ймовірно, саме цей епізод і призвів до загибелі «Едо-Мару».